# پیتمواگا

پیتمواگا شهری در شهرستان کوکولوگو در استان بولکیمده در بورکینافاسوی غربی مرکزی است جمعیت آن ۶۱۱۲ نفر است.